# 长风公园

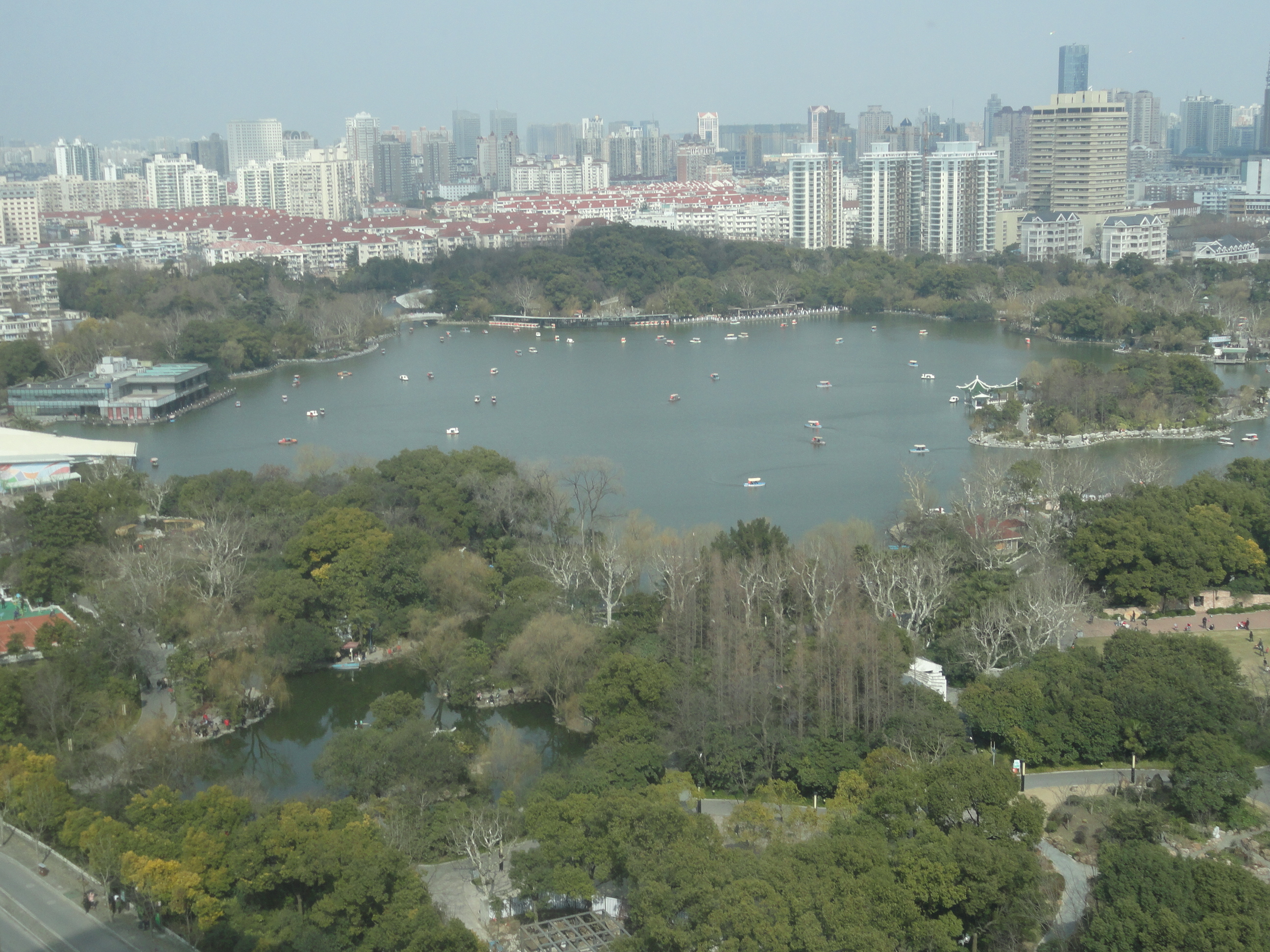
长风公园

上海长风公园位于上海市普陀区，正门位于大渡河路。面积达36.6万平方米，其中水域面积14.3万平方米。临近华东师范大学中山北路校区，是上海市大型的综合性山水公园。上海两个城市水族馆之一的长风海洋世界便建造于长风公园的银锄湖湖底。

## 资讯
|              | 门票                                                         | 开放时间                                                | 备注               |
| ------------ | ------------------------------------------------------------ | ------------------------------------------------------- | ------------------ |
| 长风公园     | 免费                                                         | 全年：09:00~18:00                                       | 电话：021-62453270 |
| 长风海洋世界 | 成人票：160.00元 儿童票（适用于身高1.1~1.4米儿童）：110.00元 | 周一至周五：09:00~16:00 周六、日及法定假日：08:30~17:00 | 电话：021-62235501 |

## 历史
长风公园於1957年4月開始建设，當時定名“沪西公园”，并于1958年7月1日建成了部分公园，并且对公众开放。当时又改称为“碧萝湖公园”。至1959年，公园完全建成，当时的上海市委副书记魏文伯，取《宋书·宗悫传》中的“愿乘长风破万里浪”，将公园再次更名为“长风公园”，并且取意于《送瘟神》中的“天连五岭银锄落，地动三河铁臂摇。”两句诗句，将园内当时上海最大的人工湖命名为“银锄湖”，把最高的人造山命名为“铁臂山”。长风公园也曾经是上海第一至第五届国际花卉节（上海花展）的举办地。
2009年，當局對长风公园進行改造。2024年10月10日起，长风公园進入为期2年的半开放、半封闭的改造提升工程阶段。

## 银锄湖
面积14.3万平方米的人工湖，位于整个公园的中部。湖边有游船码头，可供租借电动游船、人力游船和手划船，租金视租用船种而定；亦可搭乘大型游船。

## 铁臂山
为建设公园时，挖掘银锄湖的土所堆出来的人造山。高26米，占地一万平方米。
- 该山自建造以来，在持续沉降。

## 长风海洋世界
长风海洋世界是长风公园内最为著名的景点之一，于1999年新建，面积达一万多平方米，位于园内银锄湖西岸湖底13米深处，为国内第一家主题海洋水族馆，亦是上海最早建成的大型世界级水族馆。内有展出海洋生物1500余种，一万余尾，亦是上海市青少年科普教育基地之一。其白鲸表演馆也是上海唯一的白鲸表演场所。游客可在工作人员的配合下，穿上潜水衣在水中与鲨鱼共舞，与白鲸合影。2019年春天，白鲸表演馆内2只白鲸将告别长风海洋世界，前往位于冰岛南部海岸赫马岛Klettdvik海湾的全球首个白鲸自然水域保护区内居住。

## 公园周边

### 道路
- 金沙江路
- 枣阳路
- 怒江路
- 大渡河路
- 云岭东路
- 光复西路

### 商业
- 长风景畔广场
- 成龙电影艺术馆

### 商务
- 国盛中心
- 长风国际大厦
- 华宏商务中心

### 酒店
- 万豪酒店
- 国丰酒店
- 凯博佳豪酒店
- 汉庭快捷酒店
- 锦江之星酒店

## 交通

### 轨道交通
- █ 13号线 █ 15号线 大渡河路站
- █ 15号线 长风公园站